# カゼッレ・ルラーニ
カゼッレ・ルラーニ（伊: Caselle Lurani）は、イタリア共和国ロンバルディア州ローディ県にある、人口約3,000人の基礎自治体（コムーネ）。

## 地理

### 位置・広がり

#### 隣接コムーネ
隣接するコムーネは以下の通り。括弧内のPVはパヴィーア県所属を示す。
- バスカペ (PV)
- カザレット・ロディジャーノ
- カスティラーガ・ヴィダルド
- マルード
- サレラーノ・スル・ランブロ
- ヴァレーラ・フラッタ

### 気候分類・地震分類
気候分類では、zona E, 2628 GGに分類される。
また、イタリアの地震リスク階級 (it) では、zona 3 (sismicità bassa) に分類される。